# 帕豹蛛
帕豹蛛（学名：Pardosa pararmillata）为狼蛛科豹蛛属的动物。在中国大陆，分布于湖北等地。该物种的模式产地在武昌。